# خیابان ایرانشهر
خیابان ایرانشهر با شماره‌گذاری معابر خیابان ۱۲۵ تهران یکی از خیابان‌های قدیمی تهران است که در منطقه ۶ شهرداری تهران واقع شده است و جهت شمالی-جنوبی دارد. خیابان ایرانشهر از شمال، از خیابان کریم‌خان زند شروع شده و در جنوب به خیابان انقلاب ختم می‌شود. این خیابان در منطقه طرح ترافیک راهنمایی و رانندگی تهران بزرگ واقع شده است.
این خیابان بیشتر با پارک هنرمندان، خانه هنرمندان و بورس ماشین‌های اداری شناخته می‌شود.